# Hekkingia
Hekkingia es un género de plantas con flores perteneciente a la familia Violaceae. Comprende una especies.

## Especies seleccionadas
- Hekkingia bordonavei